# Pedro Salinas
Pedro Salinas y Serrano, född 27 november 1891 i Madrid, död 4 december 1951 i Boston, var en spansk poet. Han var även litteraturkritiker och undervisade i spansk litteratur vid universitet i Spanien, England, Frankrike, USA och Puerto Rico.
Salinas var en av de ledande poeterna inom den spanska litterära rörelsen Generation 27 där bland andra även Rafael Alberti, Vicente Aleixandre, Luis Cernuda, Jorge Guillén och Federico García Lorca ingick. 

## Biografi
Som ung i Madrid utvecklade Salinas intressen för många olika ämnen, bland annat juridik, filosofi och litteratur och drömde om att bli verksam inom alla dessa områden.
Mellan åren 1914 och 1917 undervisade han vid Sorbonne i Paris där han fann en särskild passion i Marcel Prousts verk som han översatte till spanska. Han återvände därefter till Spanien där han undervisade vid universiteten i Sevilla, Murcia och Santander. 1922–23 undervisade han vid Universitetet i Cambridge.
1932 var han med och startade litteraturtidskriften Índice literario som gavs ut till och med 1936.
Strax innan utbrottet av spanska inbördeskriget lämnade Salinas Spanien för att undervisa vid universitet i USA och senare i Puerto Rico. Han återvände aldrig till sitt hemland. Pedro Salinas avled hastigt 1951 och begravdes efter eget önskemål i San Juan, Puerto Rico.

## Författarskap
Pedro Salinas definierade poesi som en undersökning av verkligheten, "ett äventyr mot det absoluta" som han formulerade det. Det centrala i hans skapande var äkthet, skönhet och spiritualitet. Salinas skrev oftast korta, orimmade dikter som förenade känsla och intelligens. 
Salinas författarskap kan delas in tre faser. I den inledande (1923–1932) märks ett inflytande från Juan Ramón Jiménez diktning. Viktiga verk under denna period är Presagio (1924), Seguro azar (1929) och Fábula y signo (1931).
Den andra fasen (1933–1939) domineras av hans subtila kärleksdiktning. Salinas var den store kärlekspoeten inom Generation 27. Trilogin La voz a ti debida (1933), Razon de amor (1936) och  Largo lamento (1939) som tillägnades den unga amerikanskan Katherine R. Whitmore hör till hans mest berömda verk. 
Den avslutande fasen präglas av livet i exil med filosofiska reflektioner om livet, språket och poesin. Under denna period skrev han bland annat den långa dikten El contemplado (1946) som är en meditation över havet vid San Juan, Puerto Rico.
Salinas skrev även en del prosa och dramatik samt ett stort antal essäer, bland andra La poesía de Rubén Darío (1947) och den postuma samlingen Ensayos de literatura híspanica (1958)
Ett urval av Salinas dikter har tolkats till svenska av Anders Cullhed i boken Generation 27! (1996).